# El elegido
El elegido é uma telenovela argentina produzida e exibida pela Telefe entre 17 de janeiro de 2011 e 31 de outubro de 2011.

## Elenco
- Pablo Echarri - Andrés Bilbao
- Paola Krum - Mariana Estévez
- Leticia Brédice - Verónica San Martín
- Lito Cruz - Oscar Nevares Sosa
- Leonor Manso - Maria Bilbao
- Patricio Contretas - Alfredo Bilbao
- Mónica Antonópulos - Greta Sáenz Valiente
- Martín Seefeld - Santiago Mercado
- Jorge Suárez - Roberto Planes
- María Carámbula - Lucía Giuliani
- Luciano Cáceres - David Nevares Sosa

## Prêmios e indicações
| Ano  | Prêmio                | Categoria                  | Indicado                                    | Resultado |
| ---- | --------------------- | -------------------------- | ------------------------------------------- | --------- |
| 2011 | Prêmio Martín Ferrero | Melhor telenovela          | El elegido                                  | Venceu    |
| 2011 | Prêmio Martín Ferrero | Melhor ator de telenovela  | Pablo Echarri                               | Venceu    |
| 2011 | Prêmio Martín Ferrero | Melhor atriz de telenovela | Paola Krum                                  | Indicado  |
| 2011 | Prêmio Martín Ferrero | Melhor atriz de telenovela | Leticia Brédice                             | Venceu    |
| 2011 | Prêmio Martín Ferrero | Melhor ator coadjuvante    | Lito Cruz                                   | Venceu    |
| 2011 | Prêmio Martín Ferrero | Melhor ator coadjuvante    | Luciano Cáceres                             | Indicado  |
| 2011 | Prêmio Martín Ferrero | Melhor atriz coadjuvante   | Leonor Manso                                | Indicado  |
| 2011 | Prêmio Martín Ferrero | Melhor atriz coadjuvante   | Mónica Antonópulos                          | Venceu    |
| 2011 | Prêmio Martín Ferrero | Revelação                  | Paula Kohan                                 | Venceu    |
| 2011 | Prêmio Martín Ferrero | Revelação                  | Maite Lanata                                | Indicado  |
| 2011 | Prêmio Martín Ferrero | Melhor diretor             | Carlos Luna                                 | Indicado  |
| 2011 | Prêmio Martín Ferrero | Melhor roteirista          | Adriana Lorenzón Gustavo Belatti            | Indicado  |
| 2011 | Prêmio Martín Ferrero | Melhor canção original     | "Sólo hay una ley", de La Fábrica de Tangos | Indicado  |